# La Vila (Llobera)
La Vila és una masia situada al municipi de Llobera, a la comarca catalana del Solsonès.